# Frances Wick
Pour les articles homonymes, voir Wick.
Frances Gertrude Wick (2 octobre 1875 - 15 juin 1941) est une physicienne américaine connue pour ses études sur la luminescence.  

## Jeunesse et éducation
Frances Gertrude Wick naît le 2 octobre 1875 à Butler (Pennsylvanie). Son père, Alfred Wick, est producteur de pétrole, aubergiste et commis de magasin. Ensemble, lui et sa mère, Sarah, ont eu sept enfants. Wick obtient son Bachelor au Wilson College en 1897. Après avoir obtenu son diplôme, Wick enseigne au lycée qu'elle avait fréquenté en tant qu'élève. Elle commence à s'intéresser à la physique alors qu'elle prépare un cours sur la matière. En 1904, elle quitte son poste d'enseignante pour étudier la physique à l'Université Cornell où elle obtient un deuxième Bachelor en 1905. 
Pendant son séjour à Cornell, Wick fait des recherches sur la luminescence avec le président du département de physique, Edward Nichols, et son ancien étudiant, Ernest Merritt, tous deux très favorables aux femmes en physique. Après avoir étudié avec elle à Cornwell, elle devient amie et collègue de recherche de Louise McDowell,. 
Tout en étudiant les composés organiques pour sa maîtrise, qu'elle reçoit en 1906, Wick se concentre sur la relation entre fluorescence et absorption. Pour élargir ses connaissances sur la luminescence, Wick étudie les propriétés électriques du silicium pour son doctorat. Carnegie Institution finance également ses recherches sur la fluorescence des composés d'uranium.

## Carrière

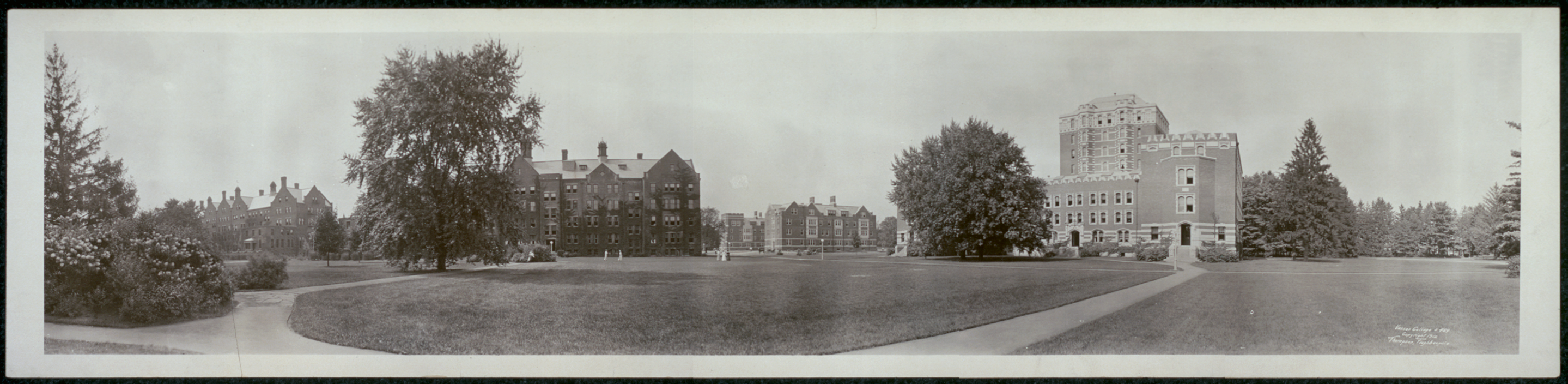
Vassar College en 1912

Après avoir obtenu son doctorat en 1908, Wick devient professeur de physique au Simmons College. Elle commence à enseigner au Vassar College en 1910, devient professeure adjointe en 1915, professeure agrégée en 1919 et professeure en 1922. Elle prend la direction du département de physique en 1939. Elle poursuit ses recherches sur la luminescence en étudiant les propriétés luminescentes de divers milieux tels que les rayons cathodiques, les rayons X, les rayons du radium, la chaleur et le frottement. Après la mort de Nichols, le département de physique de Cornell lègue à Wick sa collection de matériaux luminescents naturels et synthétiques. 
Parce que Wick travaille dans de petits collèges féminins, ses ressources pour effectuer des recherches sont limitées. Par conséquent, elle passe des étés dans d'autres laboratoires comme celui de General Electric, de l'Université Harvard, de l'Université Cornell, de l'Université de Cambridge, de Berlin et de Vienne. Wick a travaillé deux fois à l' Institut de recherche sur le radium de Vienne, où elle mène des recherches sur la radioluminescence dans le groupe de recherche de Karl Przibram. Pendant la Première Guerre mondiale, elle travaille sur les viseurs d'armes à feu et l'équipement radio avec le Corps de transmissions de l'armée des États-Unis, où elle est probablement la première femme scientifique embauchée,. Au cours de l'année universitaire 1918-1919, elle prend un congé du Collège Vassar pour travailler au département de physique de Cornell en tant qu'assistant intérimaire.  
Tout au long de sa carrière, Wick soutien activement le Wilson College. Elle est administratrice des anciens élèves de 1925 à 1929, puis de 1931 jusqu'à sa mort, membre élue du conseil d'administration du collège. Wilson College lui a décerné un doctorat honorifique en sciences en 1931. 

## Affiliations
- Membre de l'American Physical Society
- Membre de l'Optical Society
- Membre de l'American Association for the Advancement of Science
- Membre de l'Association américaine des femmes universitaires
- Membre de l' American Association of Physics Teachers
- Membre de l' American Association of University Professors
- Membre du Cornell Club de New York
- Membre du Wilson Club de New York City
- Administrateur diplômé et administrateur du Wilson College
- Sigma Xi
- Sigma Delta Epsilon (Femmes diplômées en Sciences)